# Pont de la Frau
El pont de la Frau, o pont de l'Afrau, és un aqüeducte de Lladurs (Solsonès) inclòs a l'Inventari del Patrimoni Arquitectònic de Catalunya.

## Situació
El pont creua la profunda rasa de Cirera, al sud del terme municipal. L'indret és emboscat i només s'hi pot accedir a peu o en BTT. Per anar-hi cal prendre el trencall asfaltat que hi ha al km. 2,5 de la carretera LV-4241-b (de Solsona a Sant Llorenç) (42° 00′ 51″ N, 1° 30′ 46″ E / 42.014267°N,1.512846°E). Està indicat. Als 600 metres, passada la masia de la Ribereta, s'ha de deixar el vehicle i continuar a peu. El camí, ben fressat, baixa al peu de la rasa i la ressegueix fins a arribar al pont. Hi ha 1 km. de distància.

## Descripció

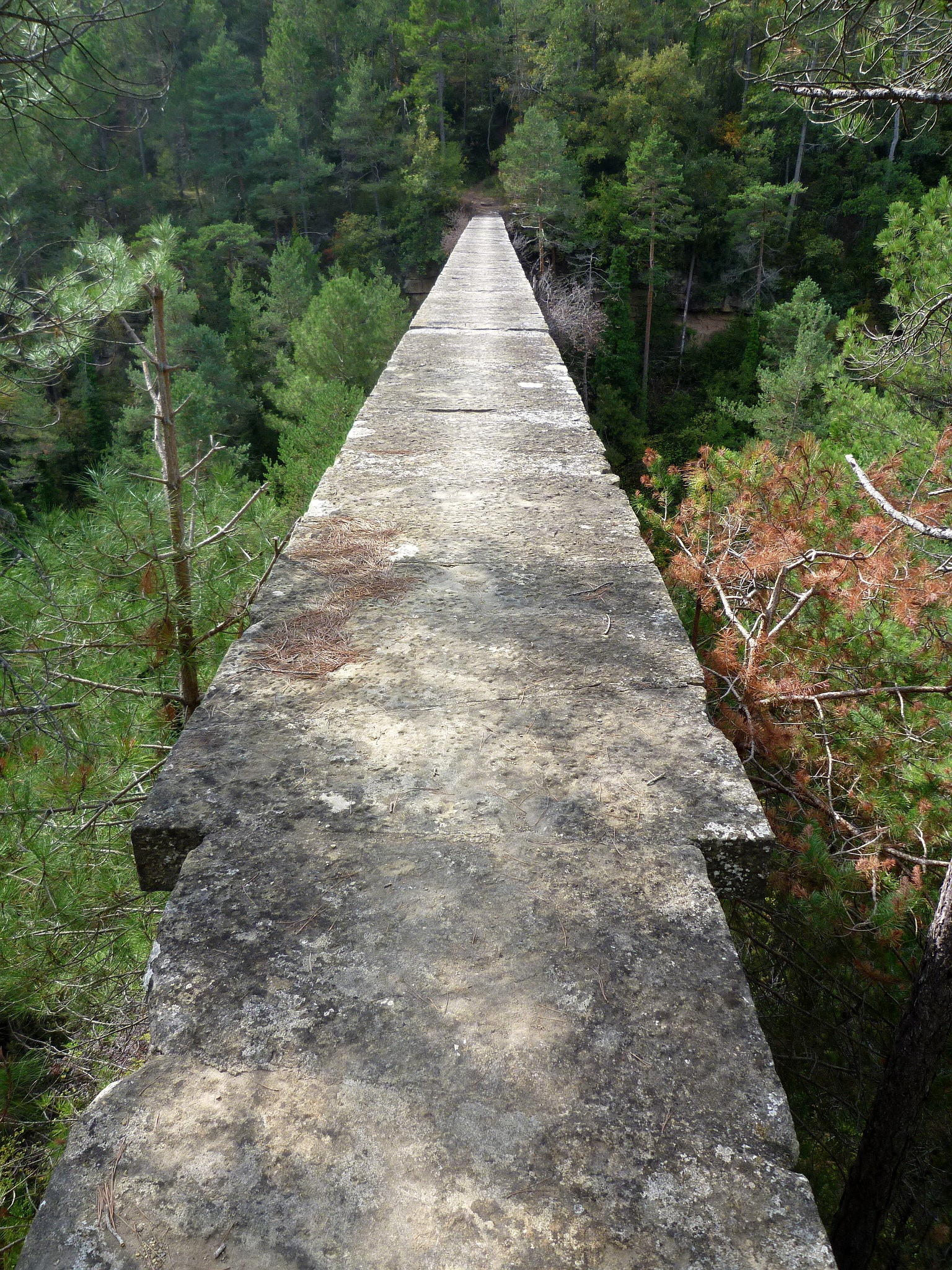
Cobertura superior

Pont de la Frau, destacat aqüeducte, avui en desús. Està format per 6 grans i altes arcades, dues d'aquestes són de punt rodó i la resta són d'arc apuntat i un xic més reduïts.

## Història
A l'antiga conducció d'aigües des de la Mare de la Font (de la qual resta un Pont, el pont dels Frares) obra probablement del tombant del segle xiii-XIV. El nivell de l'aigua no era suficient i la instal·lació s'havia fet vella. El bisbe Lassala donà les aigües de la Font de Lladurs, que li pertanyia, i s'inicià aleshores (entre el 1776 i 1779) una obra admirable, a base de canals de pedra i els corresponents aqüeductes, entre els quals es destaca el de la Frau. Anomenat així pel lloc on està situat, consta de 6 arcades; la central d'uns 35 metres d'alçada i uns 14 metres de llum, tot fet amb pedra picada i d'1,60 m d'ample al cim. Per fer aquestes obres l'ajuntament rebia préstecs particulars.